# Chapel of the Three Stones

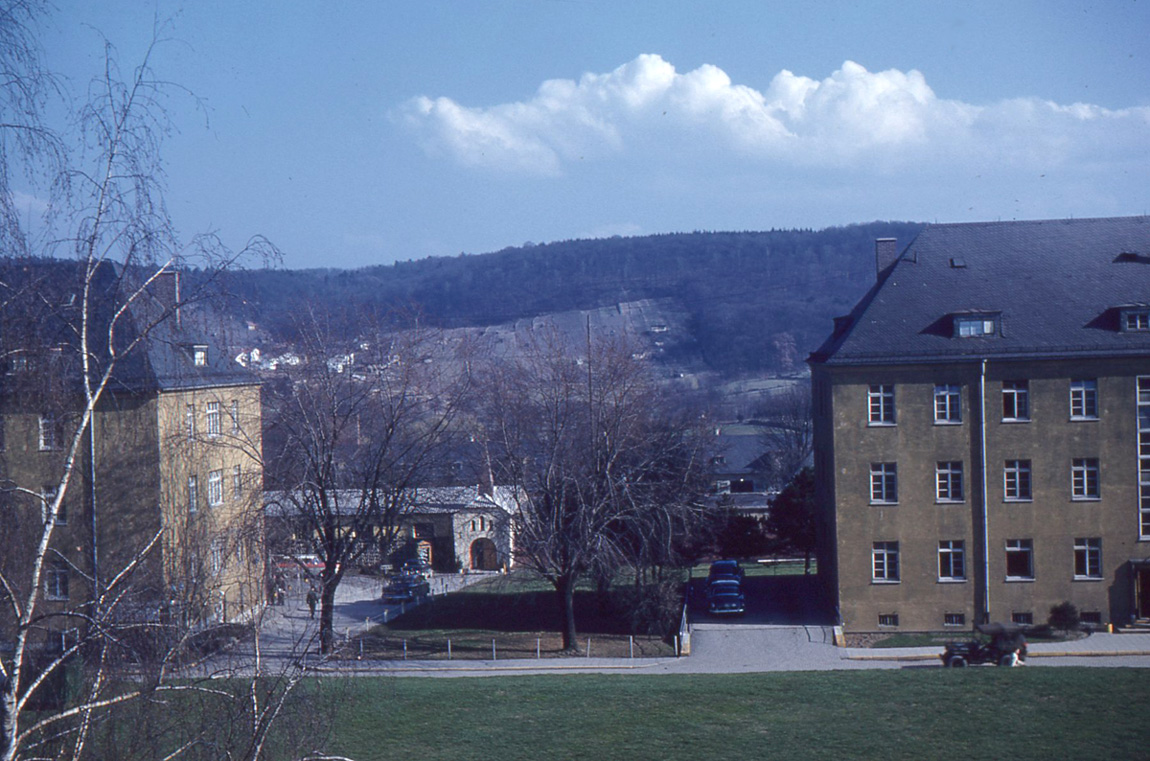
Die Badener-Hof-Kaserne 1960. Zwischen den beiden großen Gebäuden ist die einstöckige Chapel of the Three Stones zu sehen.

Die Kapelle zu den drei Steinen oder Chapel of the Three Stones war eine ökumenische Kapelle in der von der US-Army genutzten Badener-Hof-Kaserne in Heilbronn. Sie wurde am 8. Juni 1953 eingeweiht und war nach den drei Steinen benannt, die an ihrem Altar verbaut waren: jeweils ein Trümmerstein aus der evangelischen Kilianskirche und aus der katholischen Augustinuskirche in Heilbronn sowie ein Stein aus der Stuttgarter Synagoge. Die Kapelle wurde nach dem Abzug der Amerikaner und der Auflösung ihrer früheren Liegenschaften 1994 abgebrochen.

## Geschichte
Deie Einrichtung der Kapelle geht auf Colonel John Watt zurück, der seit 1952 Kommandeur der in der Badener-Hof-Kaserne (ehemals Ludendorffkaserne) an der Einsteinstraße in Heilbronn stationierten Einheiten war. Wegen mangelnder finanzieller Mittel konnte jedoch kein Neubau erfolgen. So wurde lediglich ein im Krieg beschädigter länglicher Pferdestall in eine Kirche umgebaut. Brigadegeneral E. McGinley aus Stuttgart förderte den Umbau mit 20.000 Dollar für ein Dach und eine Heizungsanlage. Chaplain Cloma A. Huffmann, erster Pfarrer der für katholische und protestantische Christen sowie Juden gedachten Kapelle, suchte den Kontakt zu den unterschiedlichen deutschen kirchlichen Stellen, um bezüglich der Innenausstattung Hilfe zu bekommen.
Pfarrer Max Herrenkind von der katholischen Augustinuskirche spendete zunächst einen unbeschädigten Sandsteinaltar aus der Kirche, der 2.000 Kilo wog. Die Gemeinde der Augustinuskirche war damit ursprünglich nicht einverstanden, so dass es hieß: „die Amerikaner stehlen unseren Altar“, später trat jedoch Einvernehmen ein. Der Altar zeigte auf seiner Stirnseite das Wort heilig auf Lateinisch (sanctus), Englisch (holy) und Hebräisch (kodesch). Unter dem lateinischen Wort sanctus wurde ein Stein aus der katholischen Augustinuskirche angebracht, der von Pfarrer Wetzel aus der Augustinuskirche gestiftet wurde. Unter dem englischen Wort holy wurde ein Stein aus dem gotischen Chor der protestantischen Kilianskirche angebracht, der von Dekan Gerhardt gestiftet wurde. Unter dem hebräischen Wort kodesch wurde ein Stein aus der Stuttgarter Synagoge angebracht. Die drei länglichen rechteckigen Steine standen am Fuß des Altars. Die Kirchenfenster mit religiösen Motiven waren das Werk des Kunstglasers August Döttling (1875–1956) aus Sontheim.
Bei der Einweihungsfeier am 8. Juni 1953 waren der kommandierende General von Stuttgart, Brigadegeneral Eugene McGinley, und der Oberbefehlshaber der 7. Armee, Generalleutnant William M. Hoge, anwesend. Außerdem nahmen Oberbürgermeister Paul Meyle, Bürgermeister Dr. Nägele, Prälat Lempp, Pfarrer Herrenkind, Stadtpfarrer Wetzel, Pater Andreas von der Abtei St. Peter in Wimpfen und Oberbaurat Dr. Daser an der Feier teil. Drei Armeegeistliche der drei Konfessionen hielten einen Versöhnungsgottesdienst mit Friedensgebeten. Die Feierstunde wurde im Deutschen Fernsehen übertragen.
Neben Chaplain Cloma A. Huffmann waren anfangs der katholische Pater Andreas Michalski sowie der Rabbiner Melvin Berger in der Kapelle tätig. Michalski war Benediktiner der Abtei Grüssau, die aus Schlesien vertrieben 1947 im Ritterstift Bad Wimpfen im Tal eine neue Heimat gefunden hatte. Michalski hatte trotz Fraternisierungsverbot schon ab Weihnachten 1946 mit Erlaubnis von General Patton Gottesdienste in der Nähe der Kasernen abgehalten. Chaplain Huffmann wurde ab 1955 Armeegeistlicher an der Militärakademie West Point.
Mit einem Festgottesdienst wurde in den späteren Jahren stets der Einweihung am 8. Juni 1953 gedacht. So wurde zum Beispiel der 16. Jahrestag der Einweihung gefeiert und am 20. Jahrestag ebenso, wo die Kapelle als „heiliges Denkmal der Brüderlichkeit aller Menschen“ bezeichnet wurde.
Die Kapelle war ursprünglich nur für Angehörige der amerikanischen Truppen gedacht, hatte im Lauf der Zeit aber auch immer wieder deutsche Besucher. Im Sommer 1955 besuchte regelmäßig eine Gruppe von Jugendlichen aus Heilbronn die Kapelle, um der Vesper des Kaplans Leonard W. Keck beizuwohnen. Danach gab es in der Vorhalle der Kapelle bei Imbiss und Musik verschiedene Diskussionen zwischen den Jugendlichen und den Angehörigen des Infanterie-Regiments, die von Kaplan Peter L. Kjeseth geleitet wurden. Am 12. Juli 1955 sprach in der Kapelle Martin Niemöller als damaliger Präsident der Evangelischen Kirche in Hessen und Nassau sowie Vertreter des Rats der Evangelischen Kirche in Deutschland.
Die Kapelle wurde bis zum Abzug der Amerikaner 1992 ihrer Bestimmung folgend als Sakralraum genutzt. Danach wurde das gesamte Kasernenareal abgerissen und von der Stadt Heilbronn mit dem Wohngebiet Badener Hof überbaut. Die Stadt verwertete die von den Amerikanern hinterlassenen Gegenstände bestmöglich. Bis Februar 1993 hatte man mit dem Verkauf von Kasernen-Inventar bereits 60.000 DM erwirtschaftet. Die Kirchenbänke der Kapelle waren für das Walderholungsheim auf dem Gaffenberg vorgesehen. Allerdings wurden aus den leerstehenden Kasernen auch viele Dinge gestohlen. Kurz vor Abriss kam es auch in dem leerstehenden Kapellengebäude noch zu einer Plünderung, als Diebe neun bleiverglaste Mosaikfenster entwendeten. Lediglich zwei fest verankerte Fenster mit den Motiven der mosaischen Gesetzestafeln sowie des Davidsterns blieben zurück. Diese beiden Fenster sowie der tonnenschwere Altar und die kurz vor dem Fensterraub von Pfarrer Roland Silzle symbolisch sichergestellten namengebenden drei Steine sollten einen neuen Standort im öffentlichen Raum erhalten. Im Gespräch waren die Aukirche und der Wertwiesenpark.